# Morsea californica
Morsea californica är en insektsart som beskrevs av Scudder, S.H. 1898. Morsea californica ingår i släktet Morsea och familjen Eumastacidae. Inga underarter finns listade i Catalogue of Life.